# Emre Tetikel

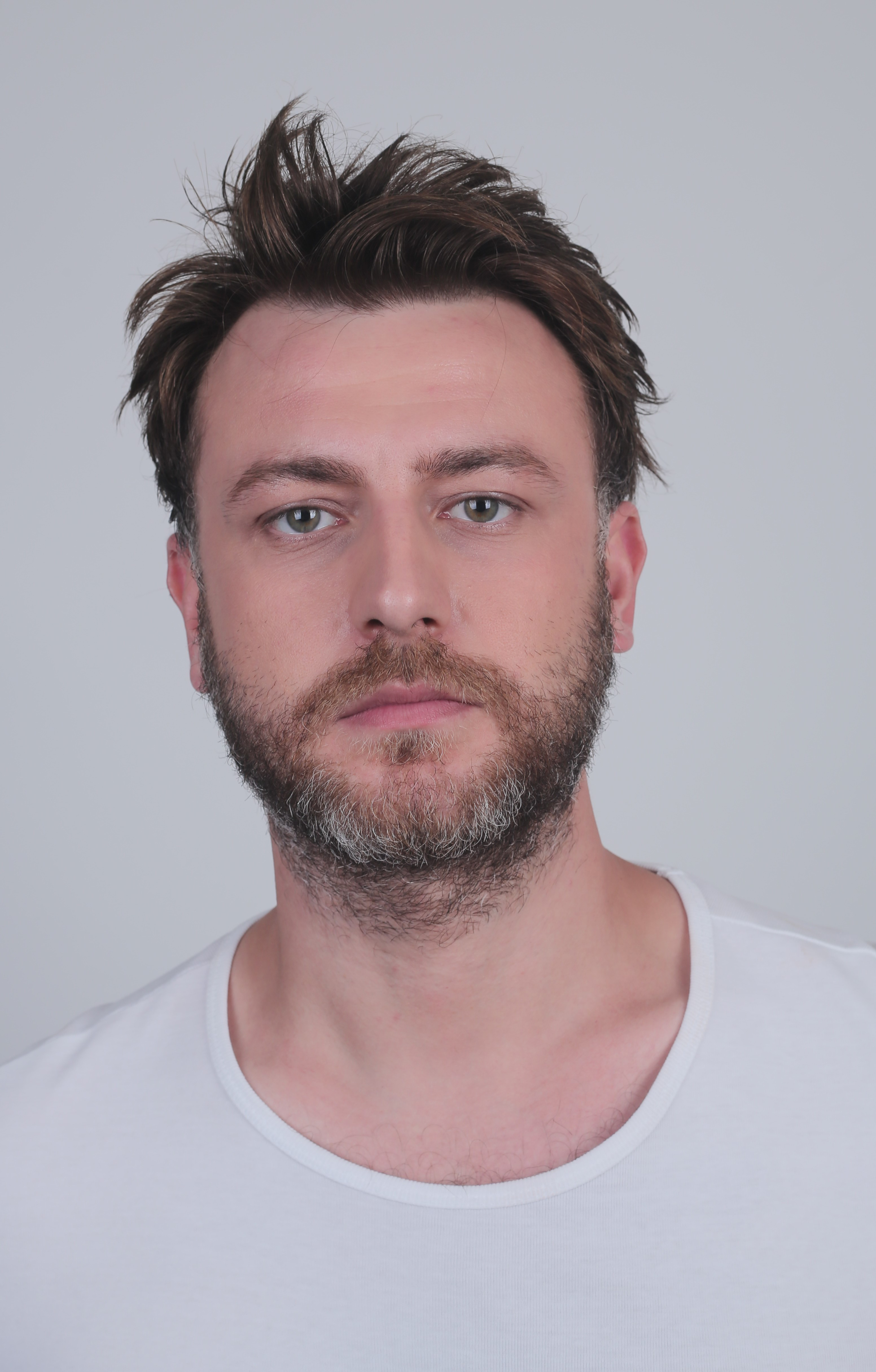
Emre Tetikel (2020)

Emre Tetikel (* 2. August 1985 in Tekirdağ) ist ein türkischer Film- und Fernsehserienschauspieler, Theaterlehrer und Autor. Bekannt wurde er durch seine Rolle als "Berk" im Film Ayakta Kal und als "Şahin" in der Fernsehserie Karagül in der Türkei.

## Frühe Lebensjahre
Der Künstler wurde 1985 in Tekirdağ geboren und wuchs dort auf. Er absolvierte die Namik Kemal High School. Emre Tetikel, der sich während seiner Sekundar- und Highschool-Ausbildung bereits für Schauspiel interessierte, nahm an Theater- und Amateurtheatergruppen der Stadt Tekirdağ teil.

## Werdegang
Tetikel verließ Tekirdağ zur Universitätsausbildung und ließ sich in Istanbul nieder. Er absolvierte die Newport University of California mit einem Fernlehrsystem in englischer Betriebswirtschaft. Er erhielt seine Schauspielausbildung im Bahariye Art Center, im New Yorker Konservatorium für dramatische Kunst, in der New Yorker Filmakademie und im Ekol-Drama. Während seiner Studienzeit trat er in Fernseh- und Internetwerbung auf. 2008 spielte er die Figur "Morphy Mcmahon" in der Fernsehserie Dur Yolcu und trat erstmals in einer Fernsehserie auf.
Er spielte die Figur "Berk" in seinem ersten Hauptfilm Ayakta Kal, der am 16. Januar 2009 veröffentlicht wurde. Nach einigen Werbespots, Filmen und Serien gewann er mit der Figur "Şahin" die Anerkennung des türkischen Publikums. Er hat den Charakter "Engin" in Son Çıkış wiederbelebt. Er porträtierte auch den Charakter von "Teoman" in der Fernsehserie Adini Sen Koy im Jahr 2019. Er arbeitete als Theaterlehrer an vielen Hochschulen und privaten Schauspielausbildungseinrichtungen in Tekirdağ und Istanbul und bildete Studenten für die konservatorische Ausbildung aus.
Emre Tetikel veröffentlichte im Jahr 2015 einen Roman namens Yalniz Ask’a Siginmak.

## Theater
| Theaters  | Theaters              | Theaters      | Theaters          |
| Jahr      | Titel                 | Rolle         | Regie             |
| --------- | --------------------- | ------------- | ----------------- |
| 2005      | Bir Yaz Gecesi Rüyası | Theseus       | Selçuk Uluergüven |
| 2008      | Recebim Recebim       | Muhtar        | Selçuk Uluergüven |
| 2009      | Tek Perdelik Şaka     | Karışık Eskiz | Selçuk Uluergüven |
| 2009      | Duvarların Ötesi      | Ufaklık       | Selçuk Uluergüven |
| 2010–2020 | Depo                  | Karışık Eskiz | Emre Karaoğlu     |

## Filmografie

### TV-Serie
| TV-Serie | TV-Serie       | TV-Serie       | TV-Serie        | TV-Serie      | TV-Serie    |
| Jahr     | Titel          | Rolle          | Regie           | Fernsehsender | Anmerkungen |
| -------- | -------------- | -------------- | --------------- | ------------- | ----------- |
| 2008     | Dur Yolcu      | Morphy McMahon | İsmail Güneş    | TRT 1         | Hauptrolle  |
| 2009     | Küçük Kadınlar | Murat          | Hakan Arslan    | Kanal D       | Nebenrolle  |
| 2010     | Keskin Bıçak   | Harun          | Yasin Uslu      | Fox TV        | Nebenrolle  |
| 2014     | Aşkın Kanunu   | Şurup Halil    | Çağatay Tosun   | TRT 1         | Nebenrolle  |
| 2015     | Karagül        | Şahin          | Murat Saraçoğlu | Fox TV        | Hauptrolle  |
| 2015     | Son Çıkış      | Engin          | Ayhan Özen      | TRT 1         | Hauptrolle  |
| 2017     | Ateş Böceği    | Berk           | Barış Yöş       | Star TV       | Nebenrolle  |
| 2018     | Adını Sen Koy  | Teoman         | Fulya Yavuzoğlu | Star TV       | Hauptrolle  |

### Filme
| Filme | Filme           | Filme            | Filme          | Filme       |
| Jahr  | Titel           | Rolle            | Regie          | Anmerkungen |
| ----- | --------------- | ---------------- | -------------- | ----------- |
| 2009  | Ayakta Kal      | Berk             | Adnan Güler    | Hauptrolle  |
| 2013  | Şevkat Yerimdar | Burçin           | Bülent İşbilen | Nebenrolle  |
| 2015  | Darbe           | Savcı Yardımcısı | Yasin Uslu     | Nebenrolle  |

### Kurzfilm / Videoclip
| Kurzfilm / Videoclip | Kurzfilm / Videoclip | Kurzfilm / Videoclip | Kurzfilm / Videoclip | Kurzfilm / Videoclip | Kurzfilm / Videoclip                 |
| Jahr                 | Titel                | Sänger               | Regie                | Rolle                | Anmerkungen                          |
| -------------------- | -------------------- | -------------------- | -------------------- | -------------------- | ------------------------------------ |
| 2010                 | Şefkat Gibi          | Hande Yener          | Damla Demircioğlu    | All Characters       | Best Actor Award for Best Short Film |
| 2016                 | Ayrıla Ayrıla        | Levent Dörter        | Gürcan Keltek        | Hauptrolle           | -                                    |

### Werbefilme
| Werbefilme | Werbefilme          |
| Jahr       | Marke / Produkt     |
| ---------- | ------------------- |
| 2003       | Yapıkredi Bank      |
| 2004       | Mercedes            |
| 2005       | Lacoste             |
| 2006       | Avon                |
| 2007       | Mynet.com           |
| 2008       | Mcclayn             |
| 2009       | Alpella 3gen Gofret |